# Pusztacsalád, Győr-Moson-Sopron
Pusztacsalád  este un sat în districtul Sopron, județul Győr-Moson-Sopron, Ungaria, având o populație de 262 de locuitori (2011). 

## Demografie
Componența etnică a satului Pusztacsalád
     Maghiari (98,22%)
     Germani (1,78%)
Componența confesională a satului Pusztacsalád
     Romano-catolici (79,39%)
     Fără religie (2,67%)
     Reformați (1,53%)
     Necunoscută (16,41%)
Conform recensământului din 2011, satul Pusztacsalád avea 262 de locuitori. Din punct de vedere etnic, majoritatea locuitorilor (98,22%) erau maghiari, cu o minoritate de germani (1,78%).  Din punct de vedere confesional, majoritatea locuitorilor (79,39%) erau romano-catolici, existând și minorități de persoane fără religie (2,67%) și reformați (1,53%). Pentru 16,41% din locuitori nu este cunoscută apartenența confesională.